# Atresia della tricuspide
Per atresia della tricuspide si intende un'anomalia congenita di allineamento in cui non vi è connessione tra la massa dell'atrio destro e quello che morfologicamente è il ventricolo destro. L'atrio destro viene dislocato in un piano muscolare e il suo unico sbocco rimarrà una comunicazione settale interatriale. Il setto interatriale e quello interventricolare seguono in genere una formazione normale (talora si può associare un difetto interventricolare).

## Epidemiologia
Essendo una malattia congenita la sua totalità di casi la si riscontra nei neonati di entrambi i sessi.

## Sintomatologia
I sintomi e i segni clinici presentano cianosi, respiro affannoso, astenia, tachipnea. In casi gravi in cui si necessita l'immediata ospedalizzazione si sono osservati sincope, shock, e attacchi di ictus.

## Esami
- Elettrocardiogramma, evidenzia un ingrandimento dell'atrio destro e una deviazione assiale sinistra nel 75% dei pazienti;
- Ecocardiografia,  che evidenzia visivamente le alterazioni anatomiche;
- Radiografia del torace ormai meno utile.

Il cateterismo cardiaco visto anche l'età dei pazienti solitamente viene scartata come tecnica diagnostica.

## Terapie
La terapia risolutiva è chirurgica, ma si utilizzano trattamenti ponte che consistono nella somministrazione di prostaglandina E1 tramite infusione endovenosa. Se i bambini hanno un'età fra i sei mesi ed un anno il trattamento di scelta ricade sullo shunt di Blalock-Taussig nella forma modifica o procedura di Glenn bidirezionale, dove si connettono la vena cava superiore all'arteria polmonare, se invece il bambino ha un'età superiore ad un anno, ma inferiore ai due, si può utilizzare anche la conversione a Fontan.
Altre terapie sono previste in casi specifici: in presenza di stenosi polmonare si utilizza la valvuloplastica e in caso di coartazione aortica grave il trattamento è l'angioplastica aortica.

## Prognosi
Grazie alle nuove metodiche la sopravvivenza aumenta rapidamente, la prognosi è infausta in mancanza di adeguato trattamento clinico.